# Gemenea-Brătulești, Dâmbovița
Gemenea-Brătulești este un sat în comuna Voinești din județul Dâmbovița, Muntenia, România.
 Acest articol despre o localitate din județul Dâmbovița este deocamdată un ciot. Puteți ajuta Wikipedia prin completarea lui.